# Ochropleura candelisequa
Ochropleura candelisequa är en fjärilsart som beskrevs av Ignaz Schiffermüller 1775. Ochropleura candelisequa ingår i släktet Ochropleura och familjen nattflyn. Inga underarter finns listade i Catalogue of Life.